# Tomás Merina Ortega
Tomás Merina Ortega (Córdoba, 1955) es un médico, gestor sanitario y profesor de universidad español. Estudió medicina en la Universidad de Cádiz y durante 30 años fue el director del hospital Fuensanta en Madrid. También es licenciado en Sociología, Ciencias Políticas e Historia del Arte. Es profesor asociado de Economía Aplicada en la Universidad Complutense de Madrid.

## Biografía
Hijo de un médico cordobés, Tomás Merina siempre ha estado relacionado con la profesión médica. Tras licenciarse en Medicina, se mudó a Madrid en 1979 para hacer la especialidad de psiquiatría en el Hospital Clínico San Carlos. Sin embargo, su desempeño profesional ha estado más relacionado con el ámbito de la gestión sanitaria, siendo responsable de la asesoría médica de HNA y la dirección médica de compañías de seguros de salud. 
De forma paulatina, Tomás Merina fue adquiriendo responsabilidades empresariales, en particular en el Hospital Fuensanta donde, ejerció como director hasta el año 2021, cuando el centro fue traspasado al grupo Viamed. Durante su trayectoria profesional, Tomás Merina también perteneció a la directiva de ASPE (Alianza de la Sanidad Privada Española) y a la comisión de economía de CEOE (Confederación Española de Organizaciones Empresariales).
Tomás Merina ganó las elecciones al Colegio de Médicos de Madrid celebradas el 17 de diciembre de 2024.